# 14115 Мелаас
14115 Мелаас (14115 Melaas) — астероїд головного поясу, відкритий 17 серпня 1998 року.
Тіссеранів параметр щодо Юпітера — 3,470.